# Dunántúli-középhegység

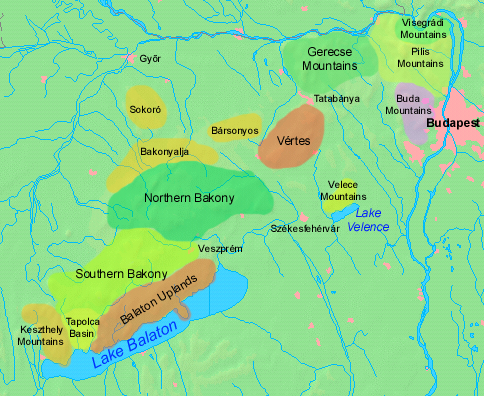
A Dunántúli-középhegység részei

A Dunántúli-középhegység, vagy régi nevén Nyugati-középhegység Magyarország egyik nagytája, amely a Kisalföld, a Zalai-dombság, a Balaton és a Mezőföld között helyezkedik el. Az Északi-középhegységtől a Pilis és a Visegrádi-hegység között húzódó patakvölgyek választják el. Földrajzilag hozzá sorolják a Visegrádi-hegységet is (így a Dunáig tart), de az geológiailag már az Északi-középhegységhez tartozik.
Körülbelül 7200 km² területű, 200 kilométer hosszú és 30–40 kilométer széles. A legmagasabb hegye a Pilis-tető, amely 757 méter magas. Főként üledékes kőzetekből felépülő röghegység. A Dunántúli-középhegység Magyarország egyetlen olyan nagytája, ami teljes egészében az ország területére esik. A legnépesebb település, amely teljes egészében a tájegységhez tartozik, Tatabánya. De Budapest budai része is nagyrészt a tájegységhez tartozik. Székesfehérvár egy kisebb része is ide tartozik, de a város területének nagyobb része a Mezőföldhöz tartozik, amely földrajzilag az Alföld része.
A Dunántúli-középhegységnek és az Északi-középhegységnek a közös, összefoglaló neve Magyar-középhegység.

## Jellemzői
Sakktáblaszerűen feltöredezett, töréses gyűrt, illetve táblás hegységek jellemzik: árkokkal, széles medencékkel, kopott rögökkel, fennsíkokkal, sasbércekkel. Éghajlata környezeténél hűvösebb, csapadékosabb. A karsztosodó (repedéseiken keresztül a vizet a mélybe vezető) kőzetek miatt a felszíni vízhálózat gyér, de a peremeken bővízű karsztforrások fakadnak. Ezeket jelzik a "kút" és "fő" szavakat tartalmazó földrajzi elnevezések is (pl. Kút-fői forrás, Térdes-kút, Pásztorok kútja, Hárs-kút, Tapolca-fő a Bakonyban)

## Részei
- Bakonyvidék

- Keszthelyi-fennsík
- Tapolcai-medence
- Balaton-felvidék
- Déli-Bakony
- Devecseri-árok
- Északi-Bakony
- Bakonyalja
- Pannonhalmi-dombság

- Móri-árok
- Vértes
- Vértesalja (Bársonyos)
- Velencei-hegység
- Dunazug-hegyvidék

- Gerecse
- Bicske-Zsámbéki-medence
- Budai-hegység
- Pilis

Geopolitikai szempontból gyakran ide sorolják a szerkezetileg az Északi-középhegységhez tartozó Visegrádi-hegységet is.

## Részeinek rövid jellemzői
Bakony:Az ország legnagyobb (kb. 4000 km2) területű hegyvidéki középtája, melyet a nagytájnál említett jellegzetes törésvonalak tagolnak.
Keszthelyi-hegység:Dolomit és mészkőtömegét keleten a Tapolcai-medence választja el a Bakonytól.
Tapolcai-medence: A Balaton öblözete volt. Peremének ékei, nevezetességei a tanúhegyek (Badacsony, Szent-György-hegy, Tátika, Csobánc, Gulács, Haláp, Tóti-hegy). Bazaltsapkájuk magassága (tszf. 300–400 m) az egykori üledékes felszín pliocén-kori (vulkáni működés idejéből való) magasságát őrzik.
Balaton-felvidék:A Balatonparttól északra, a 30-40 méter relatív magasságú Balatoni riviérával kezdődik. Szélessége: 1–2 km. A parttól több tízméteres tereplécső emeli ki a tényleges Balaton-felvidéket. Keleti fele összefüggő dolomit terület (Veszprémi-fennsík), központi és nyugati része változatos felépítésű, mészkő, dolomit, pala, márga és permi vöröshomokkő tarkasága. A kistáj déli határa a Balaton fiatal (plesztocén kori) árkos süllyedéke. A Tihanyi-félszigeten a felszínt borító bazalttufa takaróból több mint 100 - az egykori gejzírműködés emlékét őrző - hidrokvarcit kúp emelkedik ki (pl. Aranyház). A 11 km² nagyságú terület két lefolyástalan mélyedését egy-egy tómedence tölti ki. A Belső-tóban ma is víz van, a Külső-tavat lecsapolták.
Déli-Bakony:Veszprém-Ajka-Tapolca által közbezárt, gyengén karsztosodott dolomit terület, melyet Agártető (tszf. 511 m) és Kab-hegy (tszf. 599 m) térségben bazaltsapka magasít.
Északi- vagy Öreg-Bakony: A karsztosodott dolomit és mészkőtömegek a Kőris-hegyben (tszf. 704 m) emelkednek a legmagasabbra. A jelentős magasságkülönbségek révén a karsztos völgyek mély bevágódása jellemző. Szűk, meredek falú szurdokvölgyek alakultak ki (pl. Cuha-völgye, Ördög-árok...).
Bakonyalja, Sokoró, Vértesalja (Bársonyos): Átmeneti terület a Kisalföld irányában, melyet a Marcal mellékvizei és a Dunába futó patakok árkoltak fel, alakították dombvidékké. Építőanyagát tekintve, a hegységek előterére jellemző kavics, homok, lösz építi fel.
Vértes: Tagolatlan, lapos fennsík. Átlagos magassága tszf. 400 m, legmagasabb pontja Nagy-Csákány (tszf. 487 m). Dolomit kőzetű tömege féloldalasan kibillent, s ezáltal déli pereme meredeken szakad le a Zámolyi-medencére.

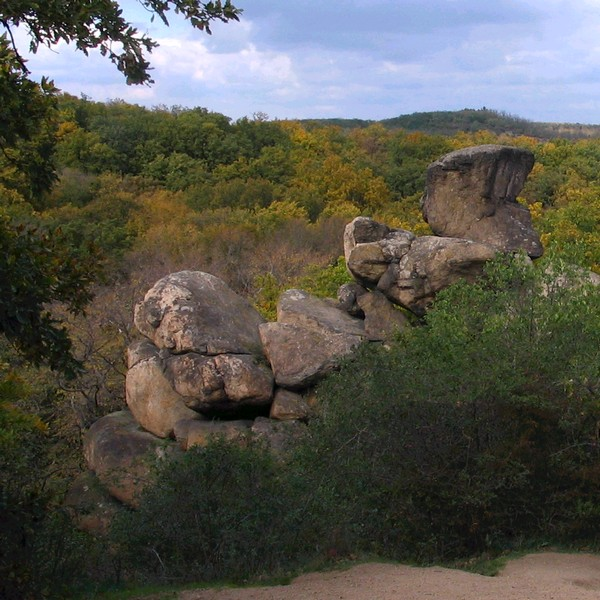
Velencei-hegység

Velencei-hegység:A Dunántúli-hegység legidősebb, ókori tagja. Fő tömegét karbonkori gránit benyomulás (batolit) adja, mely kipreparálódva a felszínre került. Hazánkban csak itt láthatók a gránit felszín pusztulásának hatásos formái: az ingókövek, kőzsákok, kőtálak.
Dunazug-hegyvidék: A Gerecse, Pilis és Budai-hegység üledékes tagjai a középtájnak, míg a Visegrádi-hegység vulkanikus eredetű.
Gerecse: A Dorog-Bicske-Tata által közbezárt röghegység kelet felé alacsonyodó, kibillent tömege mészkőből, dolomitból áll. Jellegzetessége a sok kiemelkedő rög, melyeket löszös medencék választanak el. Karsztos formákban gazdag, vizekben szegény táj. Déli elvégződésénél a lépcsős peremű Zsámbéki-medence kapcsolja a Budai-hegységhez.
Budai-hegység: Éles törésvonalakkal határolt, rendkívül erősen tagolt hegység. Vetődéses formák uralják. Kőzetfelépítése változatos. A fő tömeget adó felső triász dachsteini mészkő és dolomit mellett eocén mészkő és márga, oligocén homokkő és agyag, miocén kavics és mészkő, pleisztocén lösz építi fel.
Az erős tagoltság miatt gyenge a felszínről eredő klasszikus (hidegvizes) karsztosodás. A törésvonalak mentén a mélyből agresszív oldó vizek (termálvizek) törtek fel, melyek gazdag hidrotermális formákat (köztük több kilométer hosszú barlangrendszereket) és ásványtársulásokat hoztak létre.
A hegység fontosságát elsődlegesen pihenőerdő jellege adja. Az alacsonyabb részek (medencék, völgyek, hegylábi felszínek) teljesen beépítettek.
Délkeleti határa a Tétényi-fennsík, fiatal mészkövekből épült.

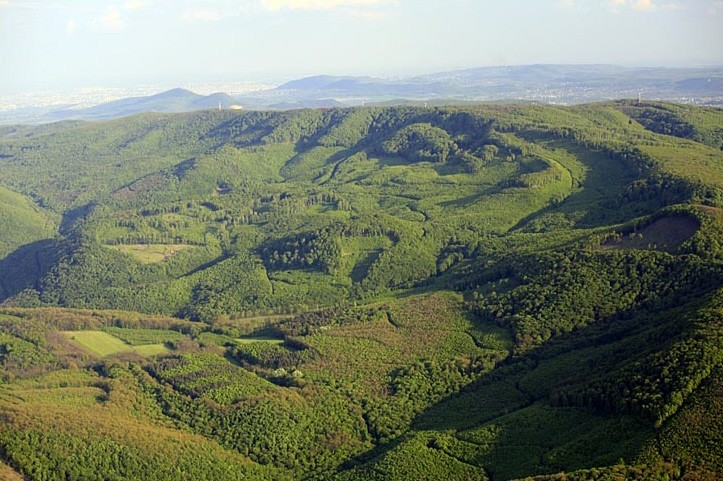
A Pilis hegység lankái

Pilis: A Pilist a Budai-hegységtől a Pilisvörösvári-árok választja el. A két hegység fejlődése, kialakulása hasonló. Egységes a rögvonulatok féloldalas kibillenésében, a változó gazdagságú karsztjelenségekben. A Dunántúli-középhegység legmagasabb pontja a Pilis-tető (tszf. 756 m).
Visegrádi-hegység: A turisták a Pilishez sorolják megközelíthetőség, átjárhatóság, térképi ábrázolás alapján. A Cserepes- és Dera-patak azonban nemcsak formai határa a két hegységnek. A Pilis ugyanis mészkőből épül fel, míg a Visegrádi-hegység vulkanikus.
A Visegrádi-hegység a Börzsöny ikertestvére, melytől a Duna választotta le a harmadkor végén. A miocén vulkánosság andezitlávája és törmelékszórása (tufák) építette fel a hegységet, melyet a viszonylag bő vízhálózat tagolt fel.
A "V" keresztmetszetű völgyek, az erősen lepusztult, romvulkáni felszín újkori kiemelkedésről tanúskodik. A jól összecementálódott andezit-agglomerátumok helyenként bizarr tornyokat (Vadállókövek, Thirring-sziklák) építettek.

## Éghajlata
A nedves és a száraz kontinentális éghajlat találkozásánál helyezkedik el, kimutatható a domborzat módosító hatása is: a hegyek déli lejtőjén nagyobb a napsugarak beesési szöge, kevesebb a csapadék mennyisége (600–800 mm évente). Az északnyugati oldalon az óceáni, a délnyugati oldalon a mediterrán hatás érvényesül.

## Vízrajzi adottságai, talaja, élővilága
A viszonylag sok csapadék ellenére (600–800 mm) a középhegység felszíni vízfolyásokban szegény. Ennek az az oka, hogy a karbonátos kőzetek elnyelik a vizet, viszont így a felszín alatti karsztvíz lényegesen több. Híres a balatonfüredi és a kékkúti ásványvíz.
A Dunántúli-középhegység lábánál helyezkedik el Közép-Európa legnagyobb édesvizű tava, a Balaton és a Velencei-tó.

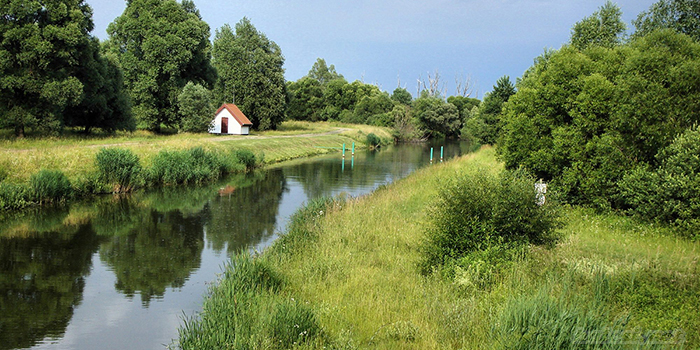
A Zala-folyó

A Zala táplálja, a Sió-csatorna levezeti a Balaton vizét.
A középhegységben a barna erdőtalaj jellemző. A hegyeket vegyes lomboserdő és tölgyerdő borítja, ezekben élnek a mindenevő (pl. vaddisznó), a ragadozó (pl. róka) és a növényevő vadak (pl. őz, szarvas, nyúl).

## Ásványkincsei
A dorogi, a tatabányai és az oroszlányi barnaszénbányákban – a korábbiakhoz képest – csökkentett mennyiségű kitermelés zajlik. A Bakonyban, Úrkút környékén mangánércet termelnek ki. Ajkai, dorogi, oroszlányi szénbányák (amelyeket nem zártak be). Bauxitbányászat Halimbán, Fenyőfőn. Süttőn kőbánya működik.

## A Dunántúli-középhegység védett természeti értékei
A területen található a Balaton-felvidéki Nemzeti Park. Különleges a Keszthelyi-hegység dolomitgyepe, a Tapolcai-hegységet övező bazaltsapkás tanúhegyek, a Káli-medence szélformálta kőtálcái és a kővágóőrsi kőtenger. A Tihanyi-félszigeten érdemes megtekinteni a bazalttufába vájt barátlakásokat és a tihanyi apátságot (amelynek altemploma XI. századi). A gyógyulni vágyók igénybe veszik Balatonfüred gyógyforrásait. A Bakonyban az Úrkúti őskarszt és a fenyőfői ősfenyves védett területek. A kirándulók leginkább a vadregényes Cuha-patak völgyét keresik fel.
A Vértes mészkövét, dolomitját, barnaszenét és bauxitját rejtő kőzeteit szabadtéri geológiai múzeumban tanulmányozhatjuk. A Velencei-hegységben a felszínen látjuk a hazánkban ritkán magasba kerülő gránitot és annak lepusztulási formáit: az ingóköveket és az ún. „gyapjúzsákokat” (gránittömböket).

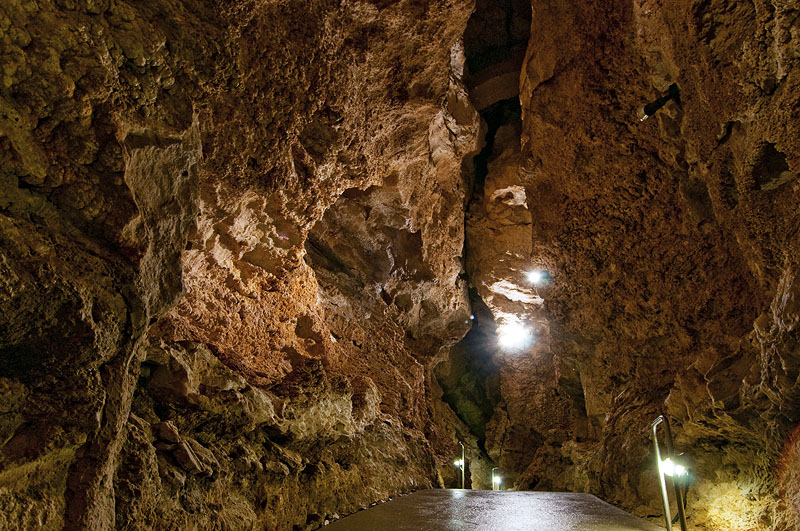
A Szemlő-hegyi-barlang

A Dunazug-hegység mészköve és dolomitja szép barlangokat rejt (pl. Pál-völgyi-barlangrendszer, Szemlő-hegyi-barlang). A gyógy- és hévforrások különleges értéket képviselnek. A Gerecse tömör mészköve a süttői vagy piszkei „vörösmárvány”.
A hegyek, dombok kiváló kirándulóhelyeket rejtenek a természetszeretők számára.

## Nemzeti parkok
- Balaton-felvidéki Nemzeti Park
- Duna–Ipoly Nemzeti Park

## Tájvédelmi körzetek
- Budai Tájvédelmi Körzet
- Gerecsei Tájvédelmi Körzet
- Magas-bakonyi Tájvédelmi Körzet
- Pannonhalmi Tájvédelmi Körzet
- Sárréti Tájvédelmi Körzet
- Somló Tájvédelmi Körzet
- Vértesi Tájvédelmi Körzet

## Természetvédelmi területek
- Alcsúti Arborétum Természetvédelmi Terület
- Bakonygyepesi zergebogláros Természetvédelmi Terület
- Budai Sas-hegy Természetvédelmi Terület
- Budapesti Botanikus kert Természetvédelmi Terület
- Darvas-tó lefejtett bauxit lencse Természetvédelmi Terület
- Devecseri Széki-erdő Természetvédelmi Terület
- Farkasgyepűi kísérleti erdő Természetvédelmi Terület
- Fényi erdő Természetvédelmi Terület
- Gellért-hegy Természetvédelmi Terület
- Háros-szigeti Ártéri-erdő Természetvédelmi Terület
- Hévízi-gyógytó Természetvédelmi Terület
- Jókai-kert Természetvédelmi Terület
- Nagy-mező – Arany-hegy Természetvédelmi Terület
- Pálvölgyi-barlang felszíne Természetvédelmi Terület
- Sümegi Mogyorós-domb Természetvédelmi Terület
- Szemlőhegyi-barlang felszíne Természetvédelmi Terület
- Szentendrei rózsa termőhelye Természetvédelmi Terület
- Szentgáli tiszafás Természetvédelmi Terület
- Tapolcafői láprétek Természetvédelmi Terület
- Tapolcai tavasbarlang felszíne Természetvédelmi Terület
- Tatai Kálvária-domb Természetvédelmi Terület
- Úrkúti őskarszt Természetvédelmi Terület
- Uzsai csarabos erdő Természetvédelmi Terület
- Várpalotai homokbánya Természetvédelmi Terület
- Vértesszőlősi előembertelep természetvédelmi terület
- Zirci Arborétum Természetvédelmi Terület